# Bailee Madison
Bailee Madison (Fort Lauderdale,  Florida; 15 de octubre de 1999) es una actriz, cantante y productora cinematográfica estadounidense. Fue aclamada por su papel de May Belle Aarons en la película dramática de fantasía Bridge to Terabithia (2007). Madison recibió más reconocimiento por sus papeles protagónicos como Isabelle en la película de drama de guerra Brothers (2009), Sally Hurst en la película de terror Don't Be Afraid of the Dark (2010), Maggie en la comedia romántica Just Go with It (2011), Harper Simmons en la película de comedia Parental Guidance (2012), Clementine en la película de fantasía Northpole (2014), Kinsey en la película slasher The Strangers: Prey at Night (2018), Avery en la película de Netflix El campamento de mi vida (2021).
En televisión, apareció como Maxine Russo en la comedia de situación de fantasía Wizards of Waverly Place (2011), la joven Blancanieves en la serie de drama de fantasía Once Upon a Time (2012-2016), Hillary Harrison en la comedia de situación Trophy Wife (2013-2014) y Sophia Quinn en la serie dramática The Fosters (2014-2016). De 2015 a 2019, Madison interpretó a Grace Russell en la serie de comedia y drama de Hallmark Channel Good Witch. En julio de 2021, se anunció que protagonizaría Pretty Little Liars: Original Sin, una serie de reinicio de Pretty Little Liars.

## Biografía
Madison nació en Fort Lauderdale, Florida, la menor de siete hermanos. Tiene cuatro hermanos y dos hermanas. Su hermana mayor, Kaitlin Vilasuso, también es actriz. Su madre es Patricia Riley. Comenzó su carrera cuando tenía dos semanas, apareciendo en un comercial de Office Depot. Desde entonces, ha aparecido en varios comerciales nacionales para importantes empresas como Disney, SeaWorld y Cadillac. También se desempeña como portavoz juvenil nacional de la fundación Alex's Lemonade Stand Foundation de la organización benéfica contra el cáncer infantil.

## Trayectoria profesional

### Década de 2000

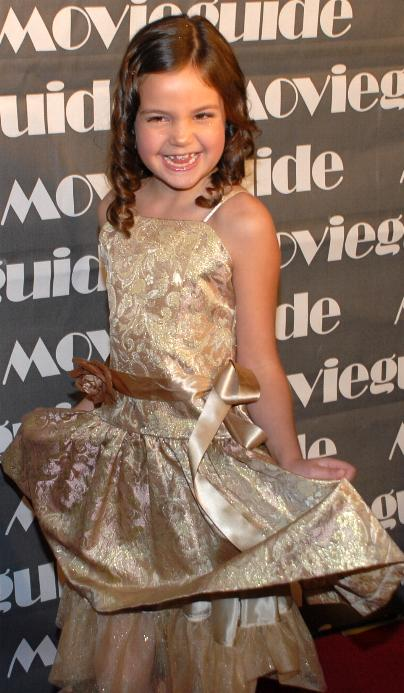
Madison en la gala de premios Faith and Values en 2008.

Madison hizo su gran debut cinematográfico en la película dramática Lonely Hearts, en la que interpreta a Rainelle, una niña arrojada al medio de un mundo de crimen. Madison también tiene un papel principal en la película de drama de fantasía de Disney Bridge to Terabithia, interpretando a May Belle Aarons, la hermana menor del personaje principal masculino interpretado por Josh Hutcherson. También aparece en la película independiente Look como Megan, una niña que está siendo observada y seguida por un secuestrador.
Madison tuvo un papel pequeño en Terminator: The Sarah Connor Chronicles durante el final de la primera temporada, «What He Beheld», como una chica que se convierte en parte de una situación de rehenes de corta duración. En los extras del DVD se dice que pensaron en cambiar levemente el papel por su carácter violento, pero ella insistió en que no. En 2007, Madison apareció en la película de televisión de Nickelodeon The Last Day of Summer. Interpreta a una chica que ayuda a una amiga durante un momento difícil. También apareció en otra producción de Nickelodeon, el especial de Navidad Merry Christmas, Drake & Josh, en el que interpretó a una niña que vivía con una familia adoptiva.
Madison aparece en un papel secundario en la película de drama Brothers de 2009 como Isabelle Cahill, la hija mayor del Capitán Sam Cahill (Tobey Maguire) y Grace Cahill (Natalie Portman). Por su interpretación en la película, fue nominada tanto para un premio Saturn como para un premio BFCA Critics 'Choice. En 2010, Madison estuvo en la película dramática Letters to God, donde interpretó a Samantha Perryfield, la mejor amiga del personaje principal que lucha contra el cáncer.

### Década de 2010

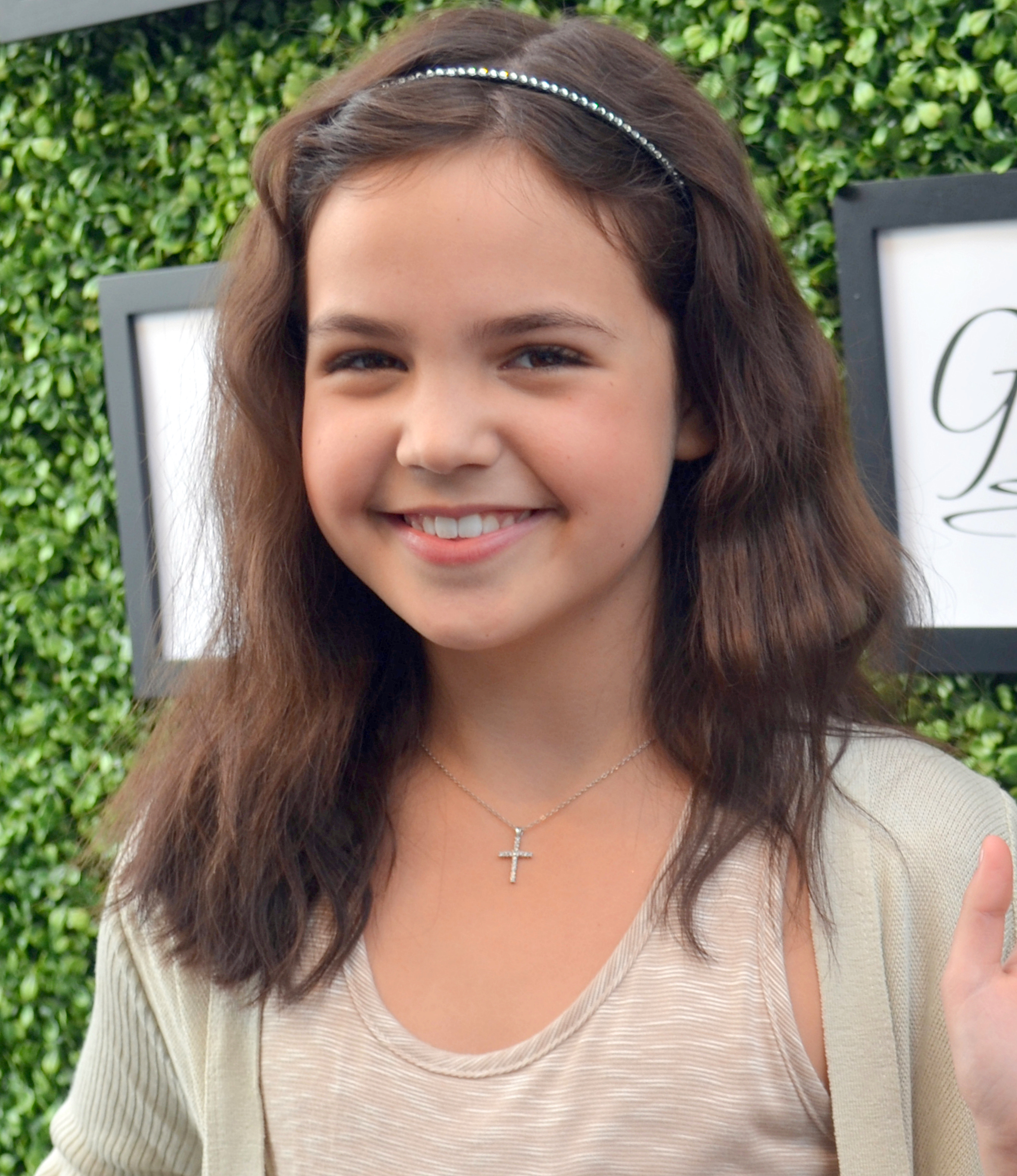
Madison en el Salón de regalos de los Globos de Oro el 14 de enero de 2012.

Aparece en Conviction (2010), interpretando a la versión más joven del personaje de Hilary Swank, Betty Anne Waters. Posteriormente, apareció en el episodio «Locum» de Law & Order: Special Victims Unit como Mackenzie Burton, una niña que fue adoptada y siente que solo está ocupando el lugar de la hija mayor de sus padres que fue secuestrada hace años. Apareció en tres episodios de la serie de terror para niños, R.L. Stine's The Haunting Hour.
También en 2010, Madison protagonizó su primer papel principal en la película de terror sobrenatural Don't Be Afraid of the Dark. Actuó junto a Katie Holmes y Guy Pearce, interpretando el papel de Sally Hurst, una niña solitaria y retraída que es enviada a vivir con su padre y su nueva novia. Roger Ebert del Chicago Sun-Times le dio a la película 3½ estrellas de 4, calificándola de «una muy buena película de una casa encantada» y agregó que «ordeña deliciosamente nuestra frustración».
En 2011, Madison tuvo un papel recurrente en la serie original de Disney Channel Wizards of Waverly Place como Maxine, la versión femenina de Maxine Russo. También apareció en Just Go with It, junto a Adam Sandler y Jennifer Aniston, como Maggie Murphy, una joven que quiere convertirse en actriz. Madison apareció en la película dramática An Invisible Sign, como la versión más joven del personaje de Jessica Alba.
En 2012, Madison apareció en la película de Hallmark A Taste of Romance junto a Teri Polo y James Patrick Stuart. También tuvo un papel como invitada como la versión más joven del personaje de Blancanieves de Ginnifer Goodwin en la serie de televisión Once Upon a Time. También podría ser vista como el personaje principal en la película Cowgirls n 'Angels, donde interpretó a la luchadora y rebelde Ida Clayton que tiene la fantasía de encontrar a su padre, un jinete de rodeo. Madison apareció en otra película de Hallmark Channel titulada Smart Cookie como Daisy, una chica ansiosa que espera demostrar su valía como Girl Scout. En diciembre, apareció en la película de comedia familiar Parental Guidance, junto a Billy Crystal y Bette Midler.

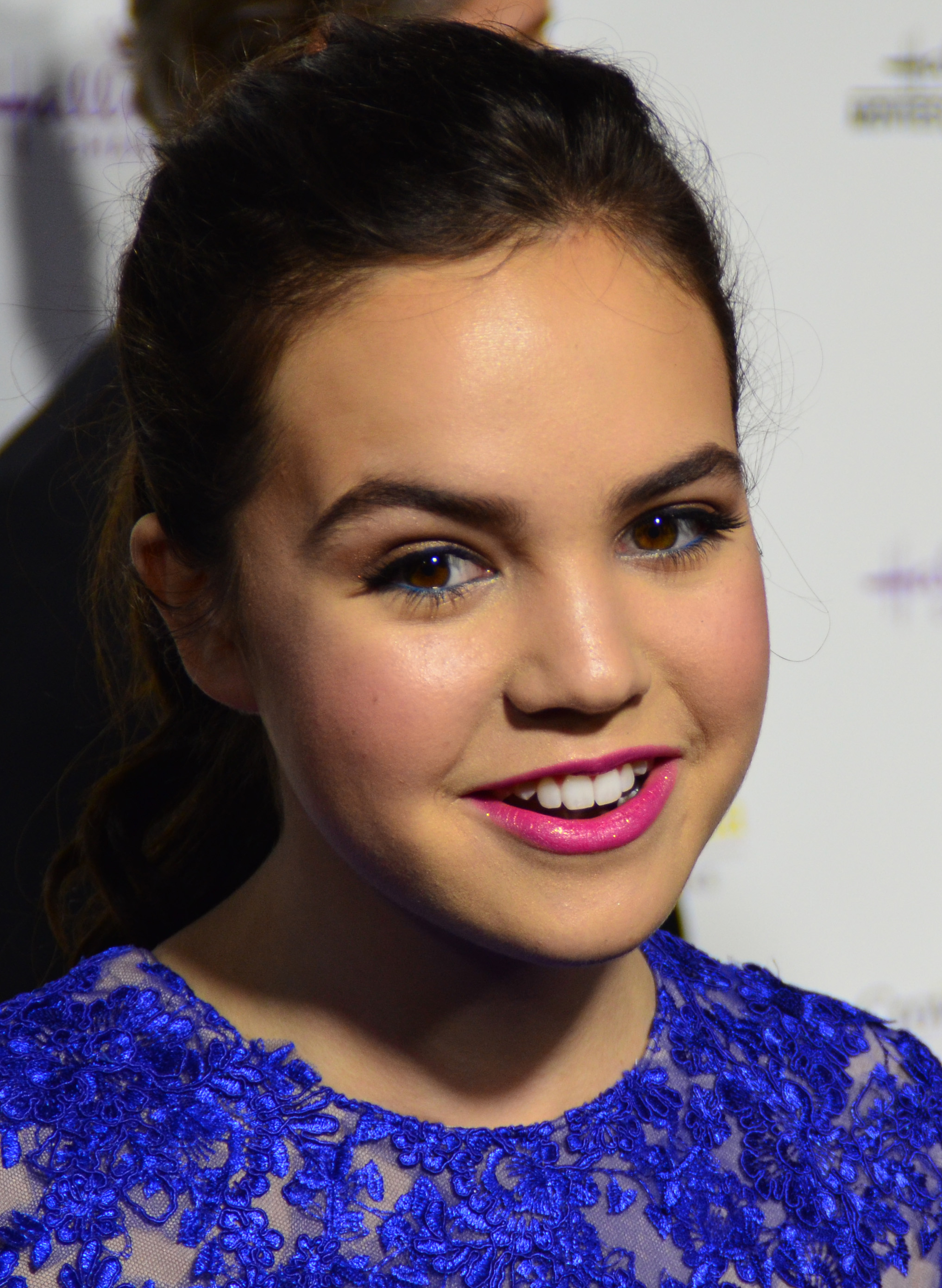
Madison en enero de 2015.

En 2013, Madison comenzó a interpretar a Hillary en la comedia de televisión Trophy Wife, reemplazando a Gianna LePera, quien interpretó al personaje en el piloto. En 2014, comenzó a interpretar el papel recurrente de Sophia Quinn en el drama de Freeform The Fosters. En 2015, comenzó a interpretar a Grace Russell, la hija de Cassie Nightingale, en la serie de Hallmark Channel Good Witch. Madison continuó en el papel hasta el final de la quinta temporada en 2019.
En 2017, se anunció que Madison protagonizaría una adaptación de la novela Someone Else's Summer de Rachel Bateman.
En 2018, Madison interpretó el papel de Kinsey, una adolescente rebelde en la película de terror The Strangers: Prey at Night. Actuó junto a Christina Hendricks y Martin Henderson, como sus padres. Aunque la película recibió una respuesta mixta de los críticos, la actuación de Madison fue elogiada y fue relativamente exitosa en la taquilla.

### Década de 2020
En 2021, Madison interpretó a la protagonista femenina en un drama musical cristiano para adolescentes, A Week Away, junto a Kevin Quinn. Netflix estrenó la película el 26 de marzo. Madison aparecerá en la serie de HBO Max Pretty Little Liars: Original Sin, un reinicio de Pretty Little Liars.

## Otros trabajos
Madison ha trabajado en doblaje, con proyectos como Breathe Bible.
Madison se ha desempeñado como portavoz juvenil nacional de Alex's Lemonade Stand Foundation desde 2010, una organización que alienta a los niños a recaudar fondos y difundir la conciencia sobre el cáncer pediátrico al administrar sus propios puestos de limonada. En enero de 2018, se publicó la primera novela de Madison, Losing Brave, un misterio para jóvenes adultos que fue coescrito con Stefne Miller. Desde noviembre de 2018, ha sido coanfitriona del podcast Just Between Us con su hermana Kaitlin Vilasuso.

## Filmografía

### Cine
| Año  | Título                                       | Personaje                 | Observaciones      |
| ---- | -------------------------------------------- | ------------------------- | ------------------ |
| 2006 | Lonely Hearts                                | Rainelle Downing          |                    |
| 2007 | Bridge to Terabithia                         | May Belle Aarons          |                    |
| 2007 | Look                                         | Megan                     |                    |
| 2007 | Saving Sarah Cain                            | Hannah Cottrell           |                    |
| 2007 | The Last Day of Summer                       | Maxine                    |                    |
| 2008 | Phoebe in Wonderland                         | Olivia Lichten            |                    |
| 2009 | Brothers                                     | Isabelle Cahill           |                    |
| 2010 | An Invisible Sign                            | Mona Gray (joven)         |                    |
| 2010 | Conviction                                   | Betty Anne Waters (joven) |                    |
| 2010 | Letters to God                               | Samantha Perryfield       |                    |
| 2010 | Don't Be Afraid of the Dark                  | Sally Hurst               |                    |
| 2011 | Just Go With It                              | Maggie Murphy (Kiki Dee)  |                    |
| 2011 | 25 Hill                                      | Kate Slater               | Cameo              |
| 2012 | Parental Guidance                            | Harper Simmons            |                    |
| 2012 | Monica                                       | Monica (voz)              | Cortometraje       |
| 2012 | Cowgirls 'n Angels                           | Ida Clayton               |                    |
| 2013 | The Magic Bracelet                           | Ashley                    | Cortometraje       |
| 2014 | Watercolor Postcards                         | Cotton                    |                    |
| 2016 | Holiday Joy                                  | Joy                       |                    |
| 2016 | Annabelle Hooper and the Ghosts of Nantucket | Annabelle Hooper          | También productora |
| 2017 | A Cowgirl's Story                            | Dusty Rhodes              | También productora |
| 2018 | The Strangers: Prey at Night                 | Kinsey                    |                    |
| 2019 | Love & Debt                                  | Melissa Warner            |                    |
| 2021 | A Week Away                                  | Avery                     | También productora |
| 2021 | A Cinderella Story: Starstruck               | Finley Tremaine           |                    |

### Televisión
| Año       | Título                                  | Rol                         | Notas                             |        |
| --------- | --------------------------------------- | --------------------------- | --------------------------------- | ------ |
| 2007      | CSI: NY                                 | Rose Duncan                 | Episodio: «Boo»                   |        |
| 2007      | House                                   | Lucy                        | Episodio: «Act Your Age»          |        |
| 2007      | Unfabulous                              | Addie Singer (joven)        | 2 episodios                       |        |
| 2007      | Cory in the House                       | Maya                        | 2 episodios                       |        |
| 2007      | Judy's Got a Gun                        | Brenna Lemen                | Película de televisión            |        |
| 2008      | Merry Christmas, Drake & Josh           | Mary Alice Johansson        | Película de televisión            | [ 23 ] |
| 2008      | Terminator: The Sarah Connor Chronicles | Niña                        | Episodio: «What He Beheld»        |        |
| 2010      | Law & Order: Special Victims Unit       | Mackenzie Burton            | Episodio: «Locum»                 |        |
| 2010      | Hubworld                                | Ella misma                  | 1 episodio                        |        |
| 2010-2012 | R.L. Stine's The Haunting Hour          | Lilly Carbo / Jenny / Becky | 4 episodios                       |        |
| 2011      | Wizards of Waverly Place                | Maxine Russo                | 6 episodios                       |        |
| 2011      | Chase                                   | Zoe                         | Episodio: «Father Figure»         |        |
| 2011      | Powers                                  | Calista                     | Piloto                            |        |
| 2012      | A Taste of Romance                      | Hannah Callahan             | Película de televisión            |        |
| 2012      | Smart Cookies                           | Daisy                       | Película de televisión            |        |
| 2012-2016 | Once Upon a Time                        | Blancanieves (joven)        | 4 episodios                       |        |
| 2013      | Half                                    | Riley (joven)               | Película de televisión            |        |
| 2013      | Pete's Christmas                        | Katie                       | Película de televisión            |        |
| 2013      | Holliston                               | Bailee                      | Episodio: «Rock the Cradle»       |        |
| 2013-2014 | Trophy Wife                             | Hillary Harrison            | Elenco principal                  |        |
| 2014-2016 | The Fosters                             | Sophia Quinn                | 11 episodios                      |        |
| 2014      | American Dad!                           | Personaje desconocido       | Episodio: «Roger Passes the Bar»  |        |
| 2014      | Northpole                               | Clementine                  | Película de televisión            |        |
| 2015-2019 | Good Witch                              | Grace Russell               | Elenco principal                  |        |
| 2015      | Northpole: Open for Christmas           | Clementine                  | Película de televisión            |        |
| 2015      | Mulaney                                 | Ruby                        | Episodio: «Ruby»                  |        |
| 2016      | Holiday Joy                             | Joy Hockstatter             | Película de televisión            |        |
| 2016      | The Night Before Halloween              | Megan                       | Película de televisión            |        |
| 2016      | Date with Love                          | Heidi Watts                 | Película de televisión            |        |
| 2022—2024 | Pretty Little Liars: Original Sin       | Imogen Adams                | Elenco principal, serie de TV Max |        |

## Premios y nominaciones
| Año  | Premiación                  | Categoría                                                                                       | Nominación                  | Resultado | Ref.   |
| ---- | --------------------------- | ----------------------------------------------------------------------------------------------- | --------------------------- | --------- | ------ |
| 2008 | Young Artist Awards         | Mejor actuación en un largometraje - Actriz joven de diez años o menos                          | Bridge to Terabithia        | Ganadora  | [ 28 ] |
| 2008 | Young Artist Awards         | Mejor actuación en un largometraje - Elenco joven                                               | Bridge to Terabithia        | Ganadora  | [ 28 ] |
| 2008 | Young Artist Awards         | Mejor actuación en una serie de televisión protagonizada por una actriz joven                   | House                       | Nominada  | [ 28 ] |
| 2008 | Young Artist Awards         | Mejor actuación en una película para televisión, miniserie o especial - Actriz joven de reparto | The Last Day of Summer      | Ganadora  | [ 28 ] |
| 2008 | Moviguide Awards            | Actuación televisiva más inspiradora                                                            | Saving Sarah Cain           | Ganadora  | [ 29 ] |
| 2010 | BFCA Critics' Choice Awards | Mejor actriz joven                                                                              | Brothers                    | Nominada  | [ 30 ] |
| 2010 | Saturn Awards               | Mejor actuación de una actriz más joven                                                         | Brothers                    | Nominada  | [ 31 ] |
| 2011 | Young Artist Awards         | Mejor actuación en un largometraje (actriz joven principal de diez años o menos)                | An Invisible Sign           | Nominada  | [ 32 ] |
| 2011 | Youth Rock Awards           | Rockin' Child Performer (TV/Cine)                                                               | Don't Be Afraid of the Dark | Nominada  | [ 33 ] |
| 2012 | Fangoria Chainsaw Awards    | Mejor actriz                                                                                    | Don't Be Afraid of the Dark | Nominada  | [ 34 ] |
| 2012 | Young Artist Awards         | Mejor actuación en un largometraje - Actriz joven de reparto                                    | Just Go With It             | Nominada  | [ 35 ] |
| 2013 | Young Artist Awards         | Mejor actuación en un largometraje - Elenco joven                                               | Parental Guidance           | Nominada  | [ 36 ] |